# جوليو سيزار (لاعب كرة قدم مواليد نوفمبر 1978)
جوليو سيزار (بالبرتغالية: Júlio César Santos Correa) (17 نوفمبر 1978 في البرازيل - ) هو لاعب كرة قدم برازيلي في مركز الدفاع. لعب مع أوستريا فيينا وإيه سي ميلان وبولتون واندررز وتايجرز أونال ودينامو بوخارست وريال بلد الوليد وريال سوسيداد وريال مدريد وسبورتينغ كانساس سيتي وغازي عنتاب سبور ونادي أولمبياكوس ونادي بنفيكا ونادي تورونتو ونادي ماريتيمو ونادي ماراثون وباريلاس وان.

## وصلات خارجية
- هذه المقالة غير مرتبط بويكي بيانات